# The Waters of Mars
"The Waters of Mars" (KBS 더빙판: 화성의 물)는 영국 SF 드라마 닥터 후의 2009년 스페셜 시즌의 두번째 에피소드로, 2009년 11월 15일 BBC One에서 처음 방송되었다. 이번 편의 작가이자 총괄 프로듀서를 맡은 러셀 T 데이비스는 이번 스페셜이 다음 편인 "The End of Time"과 밀접하게 연결되어 있지만, 그렇다고 총 3부작으로 이어지는 이야기의 제1부인 것은 아니라고 밝혔다.
에피소드의 줄거리는 닥터가 2059년 화성의 최초의 인간 식민지인 보위 베이스 원 (Bowie Base One)으로 향하는 것으로 시작된다. 화성탐사에 나선 대원들은 인류 역사에 지대한 영향을 끼친 인물, 애들레이드 브루크 대장이 지휘하고 있었다. 하지만 이들은 원래 역사대로라면 알 수 없는 핵폭발에 휘말려 사망할 운명이었고, 닥터는 이런 운명을 그들에게 밝혀 목숨을 살리는 쪽으로 역사를 바꿔야 할지 심각한 갈등에 빠진다.
이 에피소드는 2009년 10월에 사망한 닥터 후의 전직 작가, 프로듀서인 배리 레츠에게 헌정되었다. 첫방송 당시 영국에서 1,032만 명, 미국에서 110만 명이 시청하며 높은 관심을 이끌어냈으며, 평론가들의 평도 대체로 긍정적이었다. 2010년 휴고상 단편 드라마부문상을 수상했다.

## 줄거리
10대 닥터는 2059년 인류 최초의 화성 식민지 보위 베이스 원 (Bowie Base One)에 도착한다. 기지 내부를 돌아보던 닥터는 이윽고 기지 대원들에게 붙잡힌다. 그들을 지휘하는 애들레이드 브루크 대장이 닥터를 심문하는 과정에서, 닥터는 지금 도착한 이 시점이 역사 속에 고정된 사건임을 연상한다. 그 사건이란 것은 다름아닌 기지가 폭발하여 승무원 전체가 사망하고, 애들레이드 대장의 죽음으로 하여금 손녀가 먼 우주를 탐험하는 동기가 되어 인류의 우주 진출에 기여하는 것이었다. 닥터는 사건에 관여하지 않기 위해 조용히 기지를 빠져나가려고 하지만, 원격 바이오돔에서 경보가 울리는 바람에 온 대원이 확인에 나서자, 애들레이드 대장이 닥터도 따라 나서라고 하면서 꼼짝없이 따라가게 된다.
화성기지의 식수원으로 쓰이던 지면 밑의 빙하에서는 '플루드' (Flood)라는 이름의 지능 바이러스가 창궐한 상태로, 바이오돔에 머무르던 기지대원 중 세 명이 오염수에 노출되어 좀비처럼 변해버린 상황이었다. 애들레이드 대장은 정수필터가 파손되긴 했지만 아직 바이오돔에서 본부까지는 도달하지 않았기에, 나머지 대원들은 수원과의 접촉을 피할 수 있다는 사실을 깨닫는다. 애들레이드 대장은 전 대원들에게 로켓으로 대피해 지구로 돌아가라고 명령한다. 기지가 혼란에 빠진 가운데, 닥터는 도움을 요청하는 외침을 뒤로 한채 타디스로 걸어가기 시작한다. 그 사이 플루드에 감염된 좀비 대원들이 바이오돔의 보호막을 부수고 엄청난 양의 물을 본부에 들어부어 대원 한명 한명씩을 감염시킨다. 로켓의 조종사도 플루드에 감염되지만 다른 대원들에게 옮기지 않기 위해 자폭 버튼을 눌러 산화한다. 그러나 유일한 탈출구였던 로켓을 날려버리면서 기지에 남아있던 대원들은 고립된다.
애들레이드 대원은 바이러스가 화성 밖으로 유출되는 것을 우려해 기지 지하의 핵폭탄을 작동시켜 자폭하라고 명령한다. 양심의 죄책감에 절망해 있던 닥터는 결국 발길을 돌려 기지 내 살아남은 대원들을 타디스로 대피시킨다. 그와 함께 기지가 폭파되어 플루드 바이러스와 플루드에 감염된 대원들이 박멸된다. 눈 내리는 날 지구에 도착한 닥터는 애들레이드의 집 밖에 대원들을 내려준다. 닥터는 타임로드가 그동안 시간의 규칙을 관장해 왔는데 그들이 멸절한 만큼, 이제는 자신만이 인류의 미래를 바꿀 수 있는 힘을 가지고 있으며 아무도 자신을 막을 수 없다고 선언한다. 그러나 본래 자신이 죽을 목숨이었다는 것을 깨달은 애들레이드는 역사를 바꾸는 행위는 잘못되었다고 닥터를 타이르고, 손녀의 우주 탐험에 어떤 영향을 미칠지 알지 못한 채, 집안으로 들어가 자살한다. 애들레이드가 죽음을 택하면서 역사는 변하지 않게 되었다. 자신의 의지에도 변하지 않는 운명에 큰 충격을 받은 닥터는 이윽고 거리에 나타난 우드 시그마와 마주한다. 닥터는 우드가 나타난 것 자체가 하나의 메시지인 것으로 판단, 본인이 죽을 때가 다가왔느냐고 묻는다. 우드 시그마는 대답을 하지 않고 사라진다. 타디스에 들어선 닥터가 '안돼'라는 한마디를 외치고 출발시키는 것으로 에피소드는 끝이 난다.

## 제작
"The Waters of Mars"는 원래 "Red Christmas" (붉은 크리스마스)라는 제목의 크리스마스 특집으로 구상되었다. 촬영비화 다큐 닥터 후 컨피덴셜에서는 에피소드 기획 당시의 이야기와 함께 작중 화성기지로 등장한 보위 베이스원이라는 이름은 노래 <Life on Mars?>를 부른 영국 유명가수 데이비드 보위의 이름을 따왔다는 사실이 밝혀졌다.
프로듀서 니키 윌슨은 애들레이드 브루크 대장 (린지 덩컨 분)이 "역대 닥터의 동행자 가운데 가장 영리하고 가장 강인한 인물"이라고 소개했다. 이에 대해 닥터 역의 데이비드 테넌트는 "음, 브루크는 다른 이들처럼 진정한 동행자는 아니다... 브루크는 닥터를 몹시 경계한다. 닥터와 어울리고 석양 속으로 달려가는 모습이 상상되는 그런 부류의 인물이 아니다. 따라서 닥터는 브루크의 곁에 있을 때 조금은 다른 역할을 해내는 법을 배워야 한다"고 생각을 달리 했다.
촬영작업은 2009년 2월 23일에 시작되었다. 2월 말에는 주연인 데이비드 테넌트, 덩컨과 기타 출연진이 웨일스 뉴포트의 빅토리아 플레이스 (Victoria Place)에서 촬영을 진행하는 모습이 목격되었다. 이날 촬영은 제작진이 도심 거리를 인공눈으로 덮은 후에 진행되었다. 작중 온실 장면은 웨일스 카마던셔의 웨일스 국립식물원에서 촬영됐다. 이날 현장에서는 "GADGET"이라는 단어가 새겨진 작은 로봇과 2008년 에피소드 "Planet of the Ood" 편에서 등장한 우드 시그마가 목격되었다. 이 로봇은 닥터후 공식 홈페이지에 공개된 프로모션 사진을 통해 공식적으로 정체를 드러냈다.

## 트레일러
전편인 "Planet of the Dead" 방송 직후 30초 분량의 티저 예고편이 공개됐다. 2009년 7월 9일에는 짤막한 클립 영상이 온라인에 공개됐다. 2009년 7월 28일에는 샌디에고 코믹콘에서 더 긴 분량의 예고편이 공개되었고 BBC 홈페이지에도 게시되었다. 마지막으로 2009년 11월 8일에는 BBC One 통해 짧은 예고편이 공개되었다.

## 방송과 평가
영국 방영 당시, 밤사이 시청률 통계에 따르면 총 910만 명이 시청했다. 시청지수는 88점으로 우수 등급이 부여됐다. 영국 시청률조사기관인 BARB의 최종집계에 따르면 공식 시청자수 규모는 1,032만 명에 달했으며, 주간 프로그램 시청률 가운데 5위를 기록했다.
미국에서는 BBC 아메리카를 통해 방영되었으며 총 110만 명이 넘는 시청자를 끌어모아, 비교적 높은 시청률을 달성했다. 당시 BBC 아메리카 황금시간대에서 방영된 역대 프로그램 가운데 최고 시청률이었으며, 이는 시즌 5 1화와 시즌 6 1화의 시청률 기록으로 이어졌다.
평론가들의 반응은 대체로 긍정적이었다. 가디언의 샘 월러스턴은 "이전에는 우리가 본 적이 없던 닥터의 면모 - 우유부단하고 혼란스러워하고 때로는 누가 봐도 잘못된 모습"을 보여줬다는 점, 전반적으로 "인류와 그에 대한 유머"를 담았다는 점을 높이 평가하며 극찬했다. 그나마 유일하게 비판할 부분이 있다면 "짜증나는 작은 로봇, 가젯"이라고 밝혔다. 데일리 텔레그라프의 로버트 콜바일은 이전 에피소드에서 닥터는 역사에 개입하는 일이 비일비재했던 것을 생각하면 이번 에피소드는 유독 "확연히 차이난다"는 점에서는 비판했지만, 시나리오가 "캐릭터가 논리적으로 진전해 나아가는 면에 있어서 ... 테넌트(가 연기하는 닥터)가 양심이나 호기심과 씨름하는 것을 지켜보게 해준" 점에 대해서는 높이 평가했다.
월러스턴과 마찬가지로 콜바일은 "이것으로 아이들이 무엇을 만들지는 확신할 순 없지만, 테넌트의 마지막 2부작으로 구성된 모험을 흥미롭게 설정했다"며 다음 에피소드에 대한 기대감을 표했다. 잽투잇의 샘 맥퍼슨은 이 에피소드를 10대 닥터 시절 최고의 에피소드 5위로 꼽으며, 재밌으면서도 어둡다, 닥터라는 캐릭터의 발전이 이뤄졌다고 평가했다.
"The Waters of Mars"는 2010년 휴고상 드라마 단편부문상에서 같은 스페셜시즌으로 편성된 "The Next Doctor", "Planet of the Dead"와 함께 후보로 올랐으며 수상의 영예를 누렸다.

## 사운드트랙
머리 골드가 작곡한 OST는 2010년 10월 4일 실바 스크린 레코드 (Silva Screen Records)를 통해 발매된 스페셜 사운드트랙 앨범에 수록됐다.

## 문고판
2023년 1월 29일 영국에서 소설화가 발표됐다. 작가는 필 포드이며 타겟 북스 (Target Books)에서 출판된다. 2023년 7월 13일에 출간됐다.